# Valeriu Negreba
Valeriu Negreba, numit și Valerii Negreba, (n. 1 decembrie 1985, Boșcana, raionul Criuleni, Republica Moldova) este un sportiv de performanță la proba olimpică de tir, specializat în proba de pistol la distanța 10 m, 25 m, 50 metri.

## Carieră
De la vârsta de 16 ani este maestru al sportului de tir proba pistol.
A fost student la Universitatea de Educație Fizică și Sport din Chișinău (USEFS) 2006-2009. A fost student USM Universitatea de Stat din Moldova, Facultatea de Jurnalism și Științe ale Comunicării 2010-2013.
A participant la competiții internaționale, Campionate Europene, Cupe Mondiale și Universiade.
De la 12 ani practică sportul olimpic tirul proba Pistol Pneumatic 10 metri și Pistol Calibru Redus 25 m și Pistol liber (Free Pistol 50 m) la distanța 50 metri. 
Este membru al lotului național de tir al Moldovei.
Este fratele campioanei la tir sportiv al Republicii Moldova Diana Negreba.

## Rezultate
- În 2003 a ocupat locul 3 între juniori pe echipe la Campionatul European în Göteborg Pistol pneumatic distanța 10m[necesită citare]
- În 2005 a devenit Vicecampion European între juniori la tir la Belgrad Pistol Liber distanța 50 metri[13]
- Cupa Moldovei, 2008, câștigător la pistol pneumatic[14]
- Este multiplu campion la tir al Republicii Moldova[necesită citare]
- Locul 6 Campionatul Mondial între studenți în anul 2010 Polonia orașul Wroclaw[15]
- Locul 1 Campionatul Republicii Moldova, ediția 2011[necesită citare]